# Toyota Corolla Furia Concept
De Toyota Corolla Furia Concept is een conceptauto dat in januari 2013 werd getoond op de North American International Auto Show. Dit prototype toont de styling van het Noord-Amerikaanse model van de toen nog aan te kondigen elfde generatie Toyota Corolla (E170). De conceptauto heeft 19 inch lichtmetalen velgen en is ontworpen in Japan.

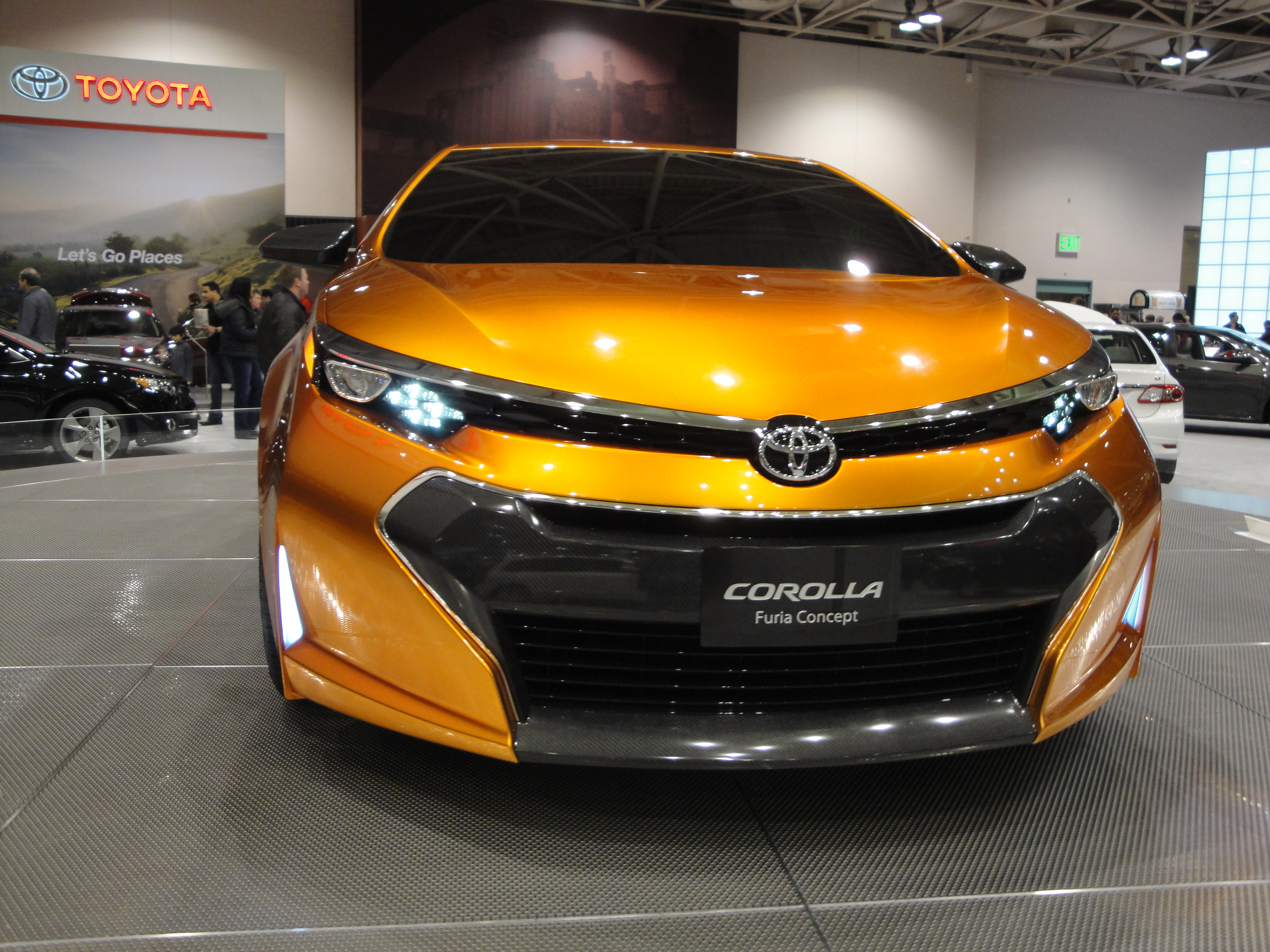
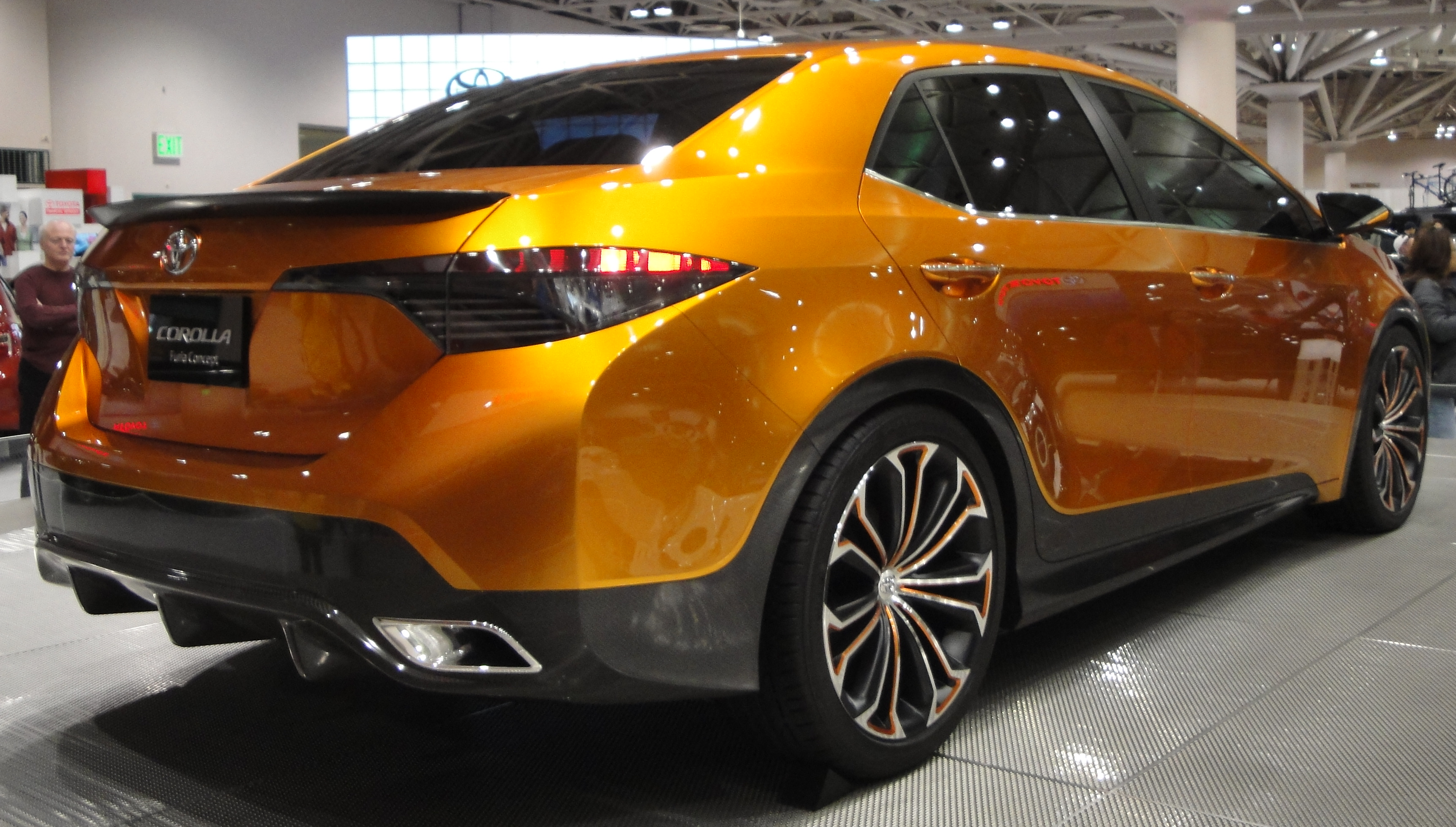
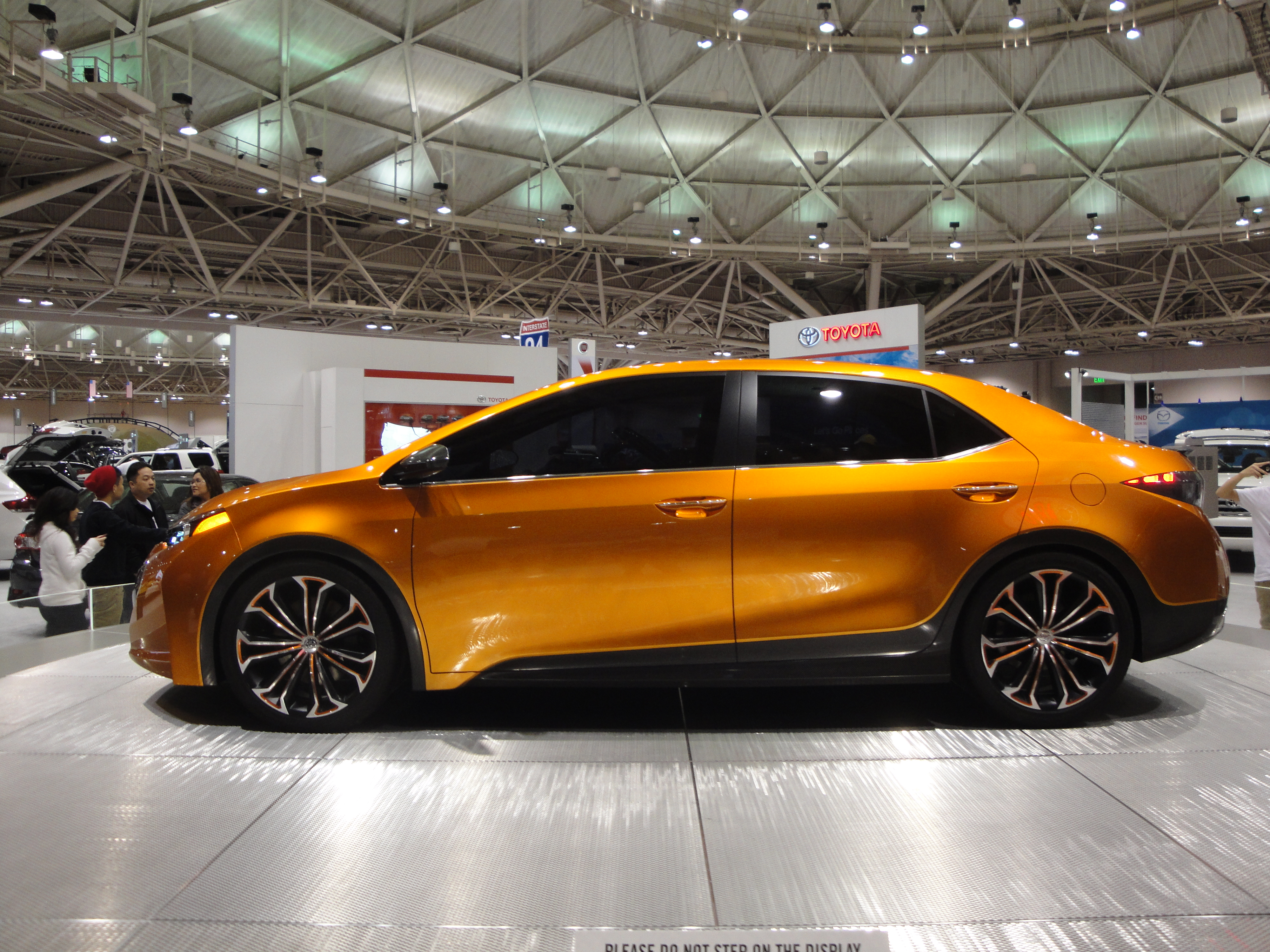

The Corolla Furia Concept is an early indicator of where our compact car design may lead in the future [...] It blends a heightened emphasis on dramatic design and modern elements of high technology to generate curb appeal that will surprise a lot of people.— William D. Fay, Toyota Senior Vice President – Automotive Operations Group